# Czynność łączeniowa
Czynność łączeniowa (ang. commutating operation) - szereg czynności wykonywanych za pomocą łącznika w celu wywołania określonej zmiany w stanie obwodów elektrycznych, których częścią są tory prądowe tego łącznika. Czynność łączeniowa może być:
- zamierzona lub niezamierzona,
- nieautomatyczna lub automatyczna,
- manewrowa, zabezpieczeniowa lub mająca na celu izolowanie.